# Benejúzar
Benejúzar è un comune spagnolo situato nella comunità autonoma Valenciana.